# Teorema da pizza

8 setores: a área amarela é igual à área roxa.

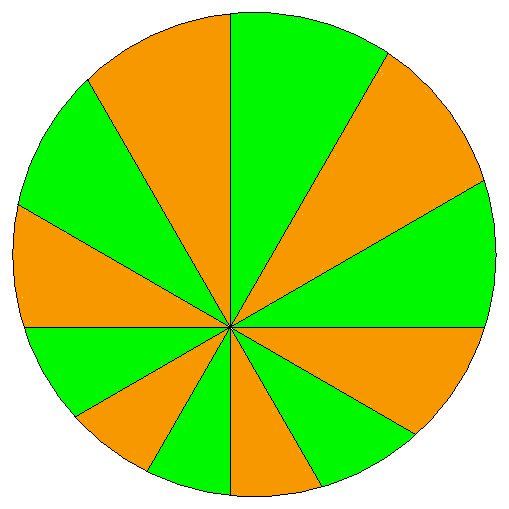
12 setores: a área verde é igual à área laranja.

Demonstração para 8 setores, por Carter & Wagon (1994)

Em geometria, o teorema da pizza é uma afirmação sobre uma igualdade de áreas que surge quando divide-se um disco de uma maneira específica.
- Seja p um ponto interno do disco, e seja n um número múltiplo de 4 e maior ou igual a 8.
- Formando-se n setores do disco com ângulos congruentes, o que pode ser feito escolhendo-se uma reta arbitrária que passa por p, rotacionando-se a reta [(n/2) − 1] vezes por um ângulo de π/n radianos, e cortando-se o disco em cada umas das n/2 retas resultantes.
- Tendo-se os setores numerados consecutivamente em sentido horário ou anti-horário.
- Então o teorema da pizza afirma que:

A soma das áreas dos setores numerados ímpares é igual a soma das áreas dos setores numerados pares (Upton 1968).
O teorema da pizza é assim chamado porque ele mostra uma maneira de se obter uma divisão justa ao dividir-se uma pizza (assim como a técnica de corte tradicional), se duas pessoas compartilham uma pizza cortada dessa maneira, apanhando pedaços alternados, então cada uma consegue uma mesma quantidade.